# Hadrosàurids
Els hadrosàurids (Hadrosauridae) constitueixen una família de dinosaures ornitisquis] que inclou ornitòpodes com ara Edmontosaurus i Parasaurolophus. Eren herbívors comuns al Cretaci superior d'Àsia, Europa i Nord-amèrica. Descendien dels iguanodonts del Juràssic inferior/Cretaci superior i tenien una fesomia semblant.

## Descripció
Els hadrosàurids eren dinosaures herbívors de variats grandàries. La part frontal dels seus musells acabava en un bec aplatat, semblant al dels ànecs actuals. La boca contenia una sèrie de dents molars, especialitzats en la masticació de plantes. Els hadrosàurids presentaven marcats comportaments gregaris, a més de cures parentals i sistemes de nidificación.
Algunes espècies d'hadrosàurids, com per exemple els lambeosaurís, posseïen una cresta òssia en la part superior del seu cap. La funció d'aquesta cresta roman encara en debat, però la hipòtesi més acceptada és la d'una funció com a caixa de ressonància que permetés la comunicació entre els animals de la mateixa espècie.

## Taxonomia
- Família Hadrosauridae
  - Telmatosaurus
  - Subfamília Hadrosaurinae
    - Brachylophosaurus
    - Edmontosaurus (incloent Anatotitan a Horner et al., 2004)
    - Gryposaurus
    - "Kritosaurus" australis
    - Lophorhothon
    - Maiasaura
    - Naashoibitosaurus
    - Prosaurolophus
    - Saurolophus
    - Wulagasaurus[1]
    - Hadrosaurinae incertae sedis
      - Anasazisaurus
      - Hadrosaurus
      - Kerberosaurus
      - Kritosaurus
      - Shantungosaurus

  - Subfamília Lambeosaurinae
    - Amurosaurus
    - Angulomastacator[2]
    - Aralosaurus
    - Charonosaurus
    - Corythosaurus
    - Hypacrosaurus
    - Jaxartosaurus
    - Lambeosaurus
    - Nipponosaurus
    - Olorotitan
    - Parasaurolophus
    - Sahaliyania[1]
    - Tsintaosaurus
    - Velafrons[3]
    - Lambeosaurinae incertae sedis
      - Barsboldia
      - Nanningosaurus

  - Hadrosàurids d'ubicació desconeguda (incertae sedis)
    - Bactrosaurus
    - Claosaurus
    - Gilmoreosaurus
    - Koutalisaurus
    - Pararhabdodon
    - Secernosaurus
    - Tanius
    - Zhuchengosaurus

  - Hadrosàurids dubtosos
    - Arstanosaurus
    - Cionodon
    - Diclonius
    - Dysganus
    - Hypsibema
    - Mandschurosaurus
    - Microhadrosaurus
    - Orthomerus
    - Pteropelyx
    - Thespesius
    - Trachodon